# Physokermes shanxiensis
Physokermes shanxiensis är en insektsart som beskrevs av Tang 1991. Physokermes shanxiensis ingår i släktet Physokermes och familjen skålsköldlöss. Inga underarter finns listade i Catalogue of Life.